# Goyencourt
Goyencourt és un municipi francès situat al departament del Somme i a la regió dels Alts de França. L'any 2007 tenia 95 habitants.

## Demografia

### Població
El 2007 la població de fet de Goyencourt era de 95 persones. Hi havia 36 famílies de les quals 8 eren unipersonals (4 homes vivint sols i 4 dones vivint soles), 20 parelles sense fills i 8 parelles amb fills.
La població ha evolucionat segons el següent gràfic:
Habitants censats

### Habitatges

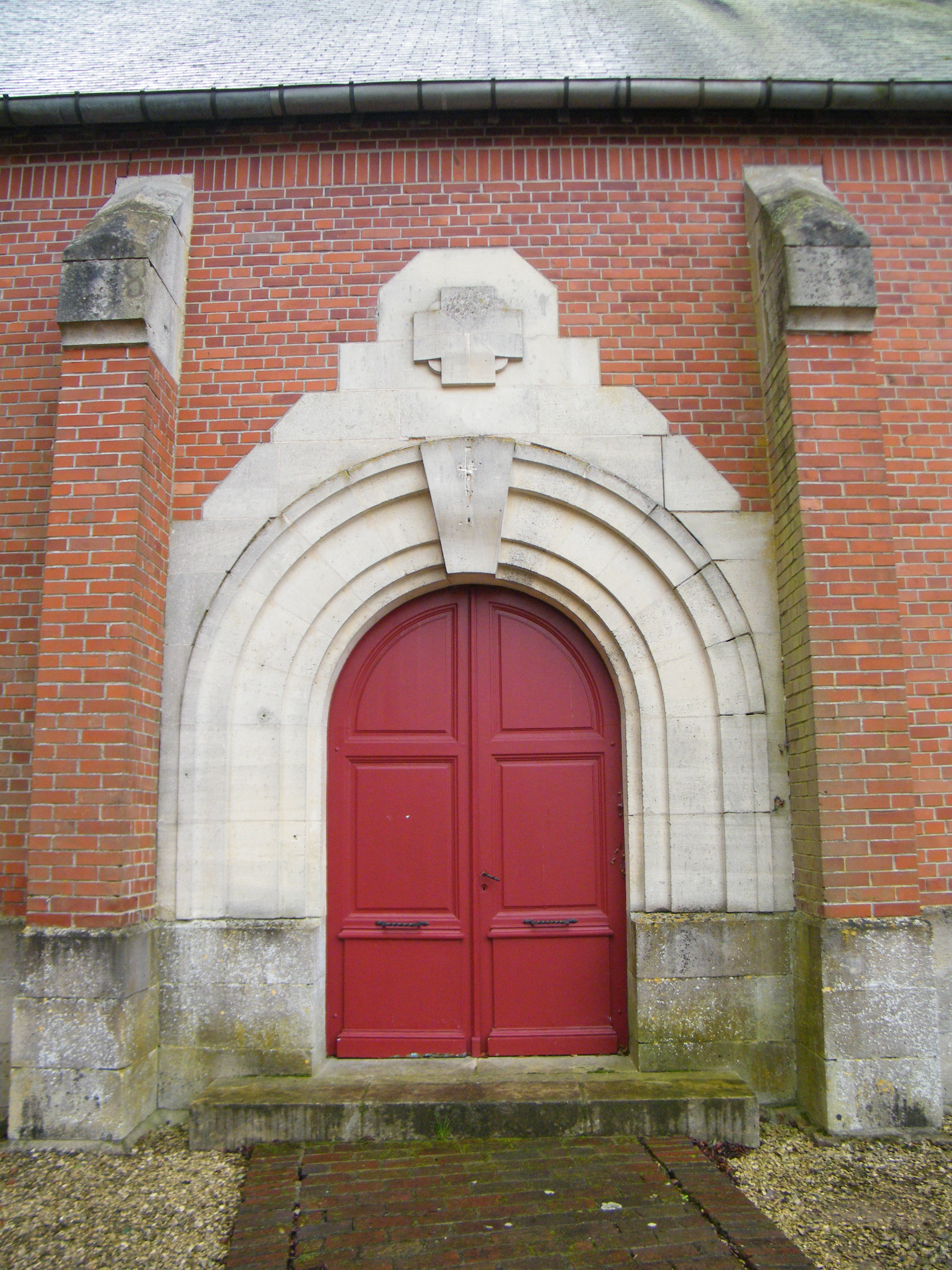

El 2007 hi havia 42 habitatges, 39 eren l'habitatge principal de la família, 1 era una segona residència i 2 estaven desocupats. Tots els 42 habitatges eren cases. Dels 39 habitatges principals, 30 estaven ocupats pels seus propietaris, 6 estaven llogats i ocupats pels llogaters i 3 estaven cedits a títol gratuït; 5 tenien tres cambres, 7 en tenien quatre i 27 en tenien cinc o més. 31 habitatges disposaven pel capbaix d'una plaça de pàrquing. A 18 habitatges hi havia un automòbil i a 20 n'hi havia dos o més.

### Piràmide de població

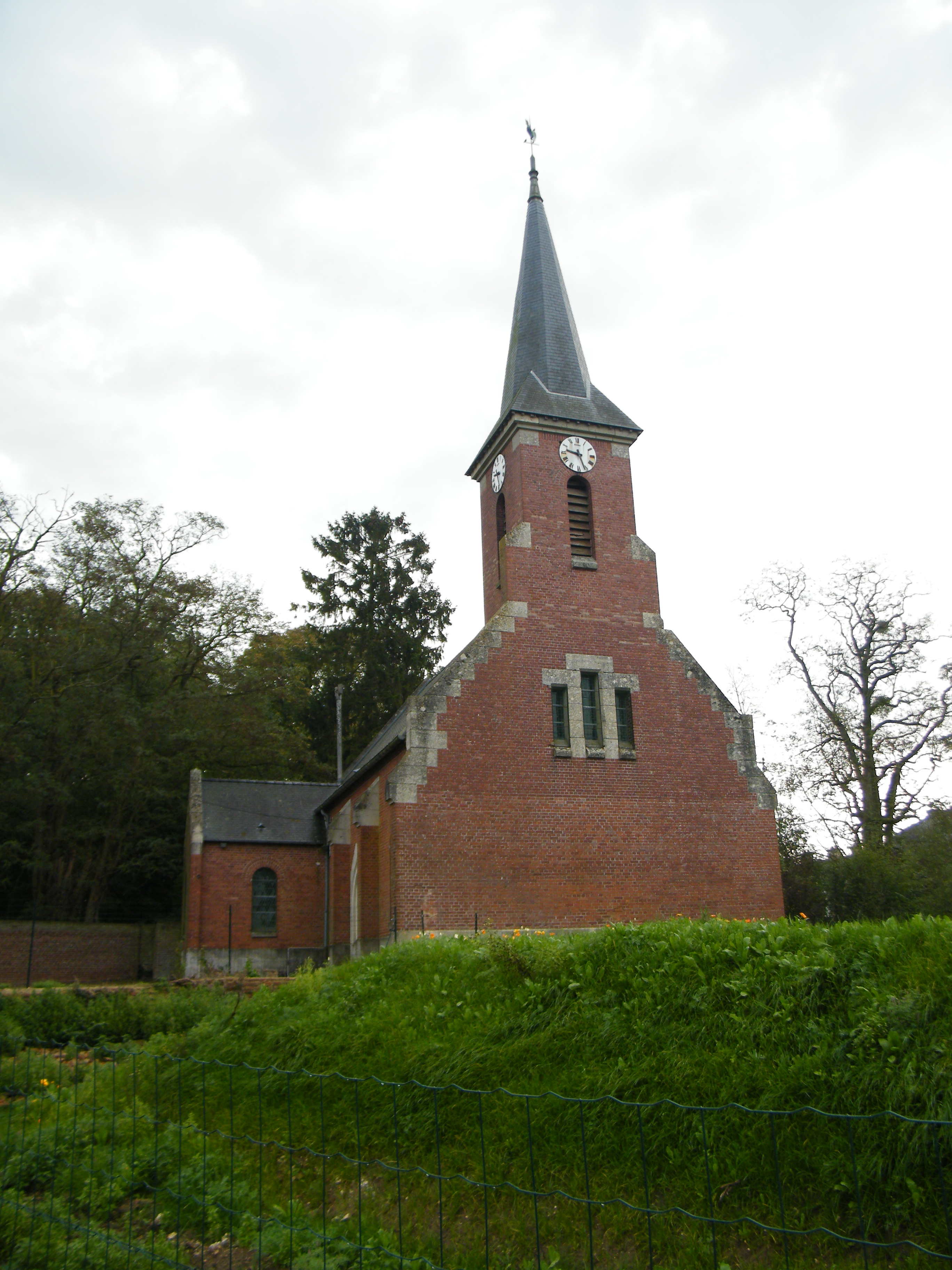

La piràmide de població per edats i sexe el 2009 era:
| Homes | Edats   | Dones |
| ----- | ------- | ----- |
| 0     | 95 o +  | 0     |
| 0     | 90 a 94 | 0     |
| 4     | 85 a 89 | 4     |
| 0     | 80 a 84 | 0     |
| 0     | 75 a 79 | 4     |
| 0     | 70 a 74 | 0     |
| 4     | 65 a 69 | 4     |
| 0     | 60 a 64 | 0     |
| 4     | 55 a 59 | 0     |
| 4     | 50 a 54 | 0     |
| 0     | 45 a 49 | 0     |
| 4     | 40 a 44 | 0     |
| 4     | 35 a 39 | 8     |
| 4     | 30 a 34 | 0     |
| 0     | 25 a 29 | 0     |
| 0     | 20 a 24 | 0     |
| 4     | 15 a 19 | 0     |
| 4     | 10 a 14 | 8     |
| 0     | 5 a 9   | 0     |
| 0     | 0 a 4   | 0     |

## Economia

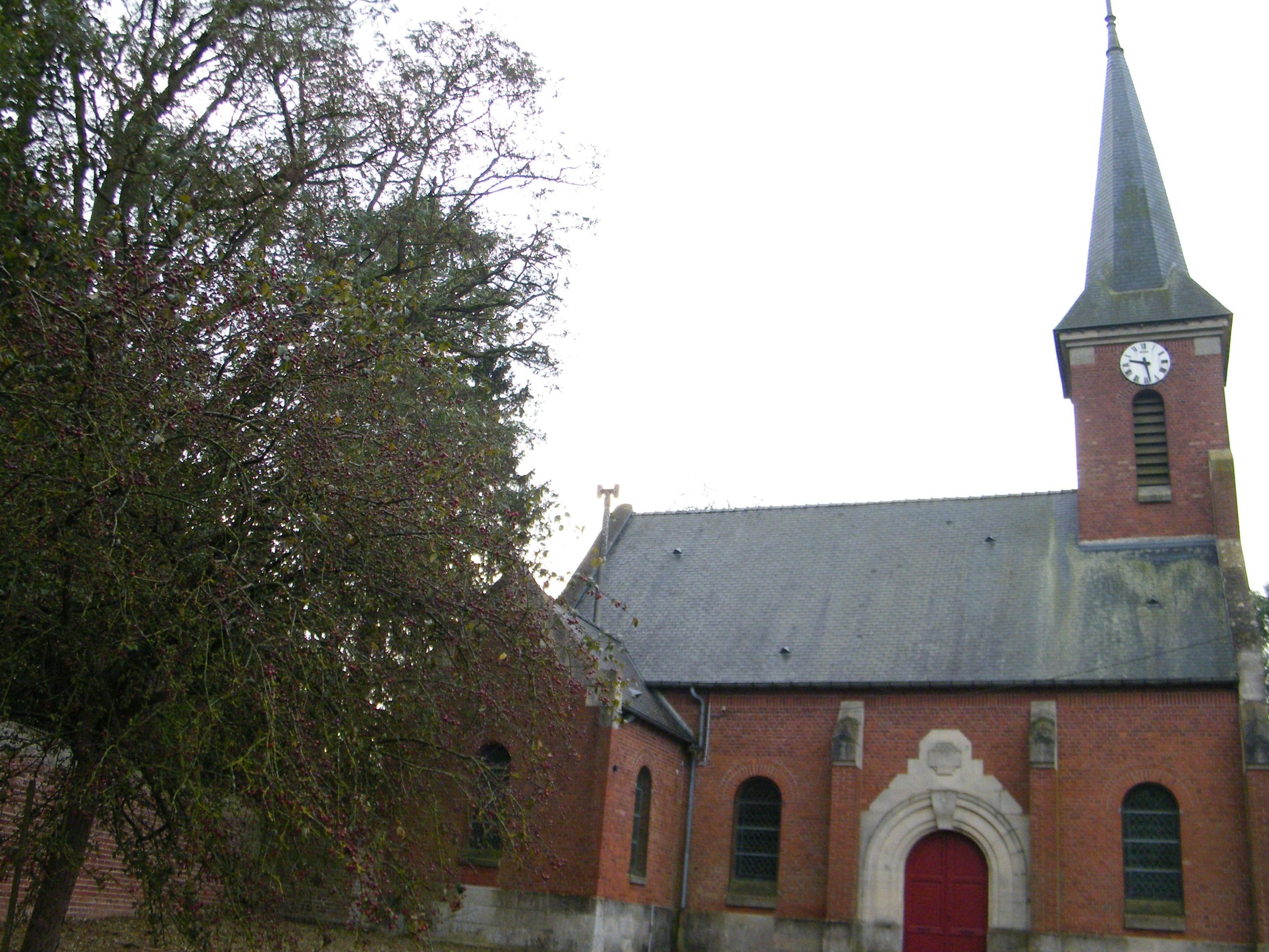

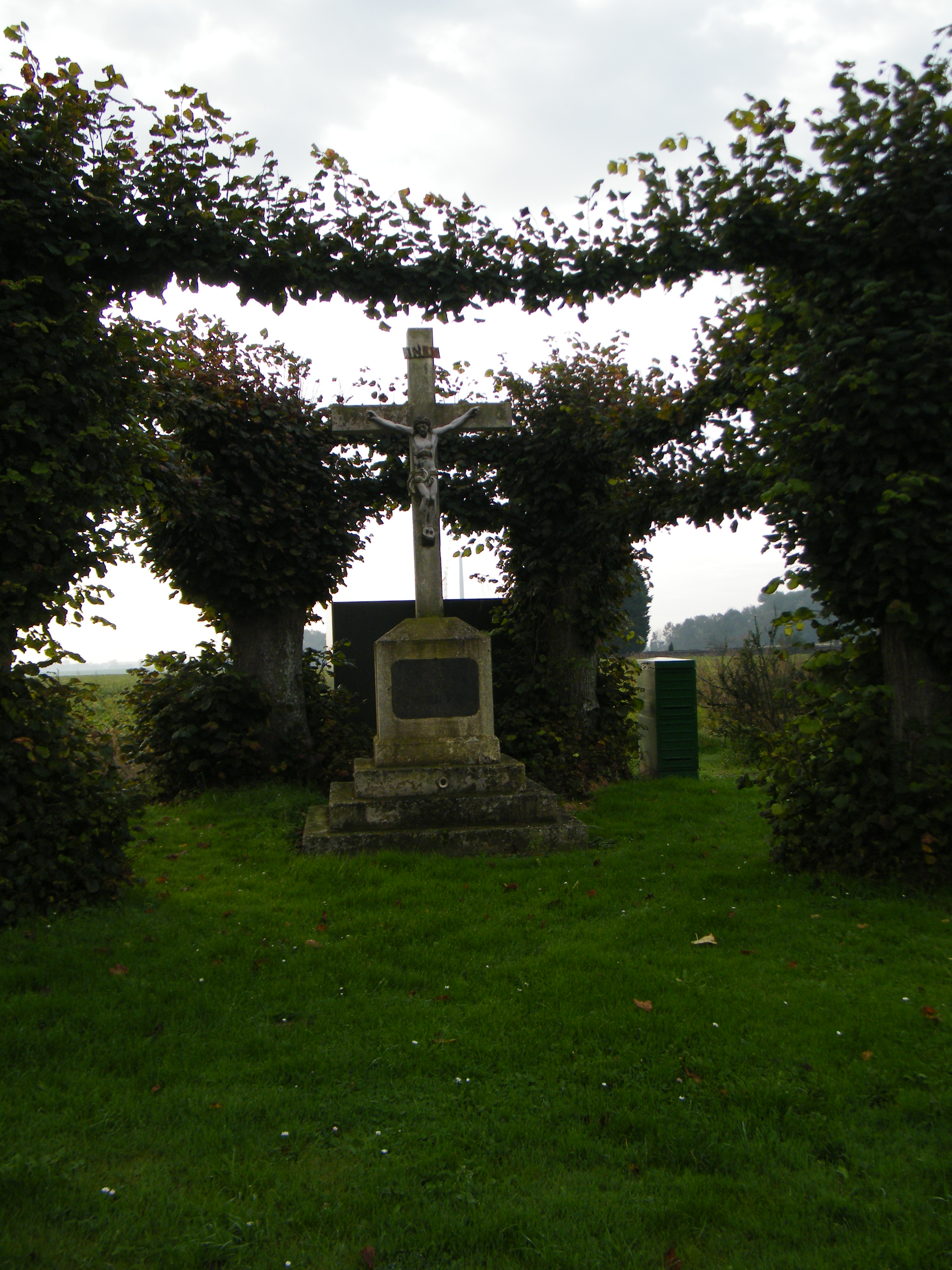

El 2007 la població en edat de treballar era de 65 persones, 43 eren actives i 22 eren inactives. De les 43 persones actives 42 estaven ocupades (24 homes i 18 dones) i 1 aturada (1 dona i 1 dona). De les 22 persones inactives 8 estaven jubilades, 7 estaven estudiant i 7 estaven classificades com a «altres inactius».
Activitats econòmiques
Dels 3 establiments que hi havia el 2007, 1 era d'una empresa extractiva, 1 d'una empresa de construcció i 1 d'una empresa de transport.
L'únic servei als particulars que hi havia el 2009 era un guixaire pintor.
L'any 2000 a Goyencourt hi havia 3 explotacions agrícoles que ocupaven un total de 243 hectàrees.

## Poblacions més properes

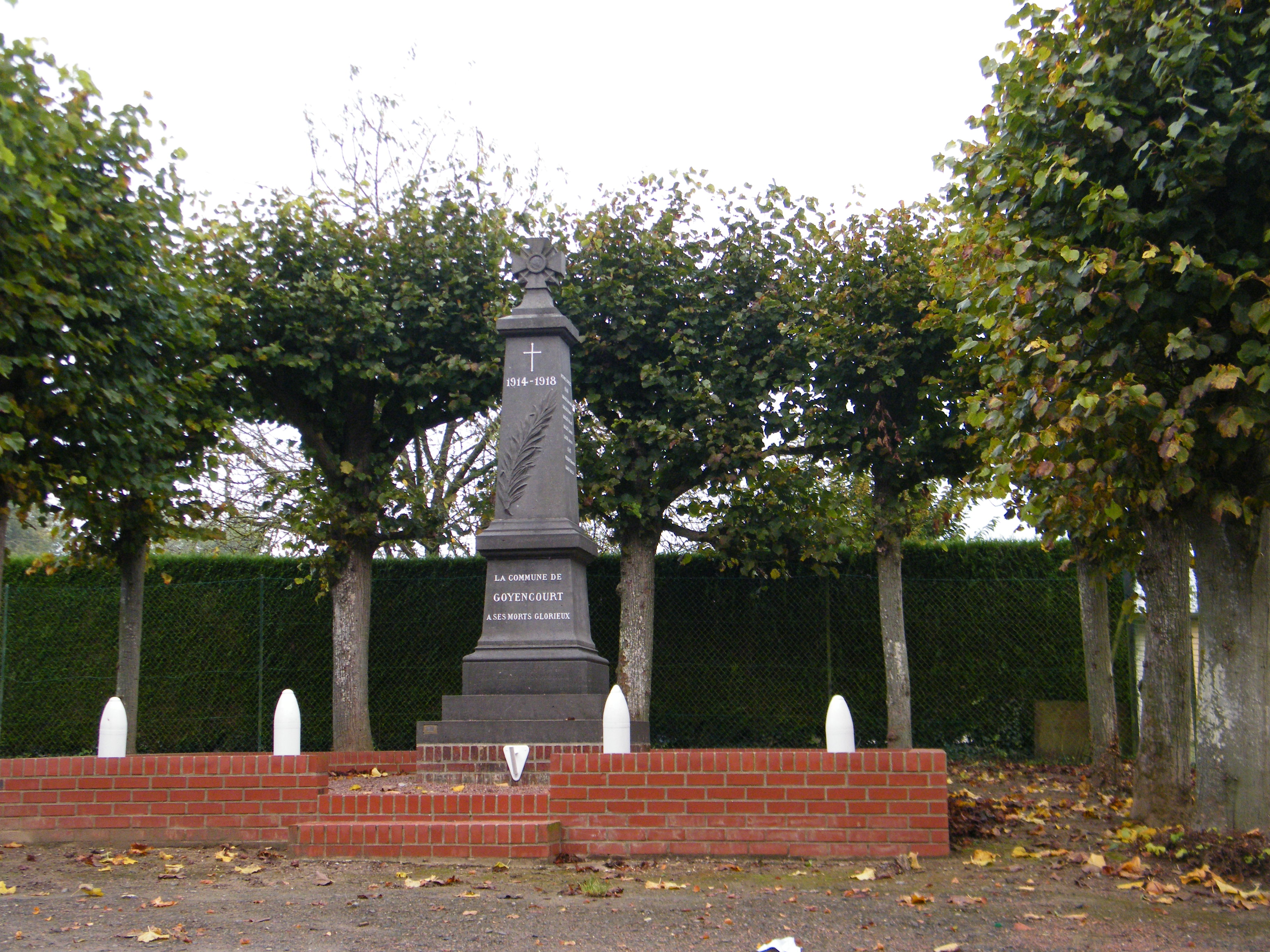

El següent diagrama mostra les poblacions més properes.